# Rajon Ștefan Vodă
Der Rajon Ștefan Vodă ist ein Rajon in der Republik Moldau. Die Rajonshauptstadt ist Ștefan Vodă.

## Geographie
Der Rajon liegt im äußersten Osten des Landes entlang des Flusses Dnister und an der Grenze zur Ukraine. Innerhalb Moldaus grenzt der Rajon an den Rajon Căușeni und das abtrünnige Gebiet Transnistrien.
Neben der Hauptstadt besteht der Rajon Ștefan Vodă aus den Gemeinden Alava, Antonești, Brezoaia, Carahasani, Căplani, Cioburciu, Copceac, Crocmaz, Ermoclia, Feștelița, Marianca de Jos, Olănești, Palanca, Popeasca, Purcari, Răscăieți, Semionovca, Slobozia, Ștefănești, Talmaza, Tudora und Volintiri. Der Grenzort Palanca ist die östlichste Gemeinde Moldaus.

## Geschichte
Der Rajon Ștefan Vodă besteht seit 2003. Bis Februar 2003 gehörte das Gebiet gemeinsam mit der Stadt Tighina und dem heutigen Rajon Căușeni zum inzwischen aufgelösten Kreis Tighina (Județul Tighina).

## Bevölkerung

### Bevölkerungsentwicklung
1959 lebten im Gebiet des heutigen Rajons 63.385 Einwohner. In den darauf folgenden Jahrzehnten stieg die Zahl der Einwohner kontinuierlich an: von 71.435 im Jahr 1970 über 73.511 im Jahr 1979 bis zu 75.436 im Jahr 1989. Bis 2004 sank wie in ganz Moldau die Bevölkerungszahl des Rajons, die in jenem Jahr 70.594 betrug. 2014 lag sie bei 62.072.

### Volksgruppen
Laut der Volkszählung 2004 stellen die Moldauer mit 92,5 % die anteilsmäßig mit Abstand größte Volksgruppe, während sich landesweit 75,8 % als Moldauer bezeichneten. Die nationalen Minderheiten im Rajon Ștefan Vodă bilden die Ukrainer mit 3,1 %, die Russen mit 2,7 %, die Rumänen mit 0,8 %, die Bulgaren mit 0,2 % und die Gagausen mit 0,1 %.